# أولرن
أولرن أو منطقة أولرن (بالنرويجية: Bydel Ullern) هي إحدى مناطق مدينة أوسلو عاصمة النرويج.
كانت المنطقة في بداية أمرها مزرعة اشتُق اسمها من أولَّارين (بالنورمانيَّة: Ullarin)، وهي تسمية منحوتة من كلمتين: «أول» (بالنورمانيَّة: Ullr) وهو اسمٌ لِإلهٍ نورمانيِّ قديم، و«ڤين» (بالنورمانيَّة: vin) بِمعنى مرج أو مرعى. كانت المزرعة ملكًا لإحدى الأديرة الكاثوليكيَّة في العصور الوسطى. بُعيد إعلان الإصلاح الپروتستانتي سنة 1536م قُسِّمت المنطقة بين التاج والكنيسة المحليَّة. وفي سنة 1740م قُسِّمت المنطقة إلى مزرعتين: أولرن العُليا وأولرن السُفلى، وقد اشترى كلاهما المُلحِّن النرويجي هرمان سيڤرين لوڤينسكيولد (بالنرويجية: Herman Severin Løvenskiold) في سنتيّ 1878 و1866م على التوالي.
كانت المنطقة جُزءًا من بلديَّة «آكر» (بالنرويجية: Aker) الريفيَّة طيلة تاريخها. وفي أوائل القرن التاسع عشر الميلادي بدأت ملامح التمدُّن تظهر فيها، فبُنيت بضع مصانع ومُدَّت سكَّة حديديَّة، وفي ذات الوقت أخذت مدينة أوسلو بالنُمو، واستمرَّ زحفها العُمراني باتجاه هذه المنطقة حتَّى كانت سنة 1948م، حينما ابتلعت العاصمة النرويجيَّة بلديَّة «آكر» بأكملها. بعد انتهاء الحرب العالمية الثانية، أخذت الأبراج الشاهقة تحُل مكان الدور الفرديَّة ريفيَّة الطابع.